# Teplice (huyện)
Huyện Teplice (tiếng Séc: Okres Teplice) là một huyện (okres) nằm trong vùng Ústí nad Labem của Cộng hòa Séc. Huyện Teplice có diện tích 469 km², dân số năm 2002 là 126635 người. Thủ phủ huyện đóng ở Teplice. Huyện này có 34 khu tự quản.

## Các khu tự quản
Huyện Teplice có 34 khu tự quản sau: